# Hadruroides adrianae
Espèce
Hadruroides adrianae est une espèce de scorpions de la famille des Caraboctonidae.

## Distribution
Cette espèce est endémique de la région d'Ica au Pérou. Elle se rencontre vers San Josè de Los Molinos à 535 m d'altitude.

## Description
Hadruroides adrianae mesure de 40 à 45 mm.

## Étymologie
Cette espèce est nommée en l'honneur d'Adriana Ratto Politi.

## Publication originale
- Rossi, 2012 : Three new species of the genus Hadruroides Pocock, 1893 from central Peru (Scorpiones: Caraboctonidae). Onychium, vol. 2011-2012, no 9, p. 10-26 (texte intégral).